# Grihastha
Le Grihastha (littéralement: maître de maison, chef de famille) est un des quatre stades de la vie (ashrama) des brahmanes en Inde. Deuxième de ces stades, le grihastha est l'étape où le croyant vit sa fonction de maître de maison, après avoir été étudiant et avant d'entamer la vie d'ascète priant. Il vit avec sa femme, sa descendance et son travail; ensuite vient le stade dénommé vanaprastha, qui débute lorsque le fidèle a vu les enfants de ses enfants.